# Rubus cartalinicus
Rubus cartalinicus är en rosväxtart som beskrevs av Juzepczuk. Rubus cartalinicus ingår i släktet rubusar, och familjen rosväxter. Inga underarter finns listade i Catalogue of Life.